# Mistlur Records
Mistlur Records grundades i slutet av 1970-talet som ett oberoende skivbolag, med inspelningsstudio hos ett kollektiv i Sollentuna. Bolaget kom att bli ett av Sveriges största skivbolag inom proggen, men det var först under ledning av Peter Yngen som med fingertoppskänsla hittade nya artister som Ebba Grön och Brända Barn som bolaget fick riktigt stort inflytande. Fast producent på bolaget var Stefan Glaumann. På åttiotalet tog Mistlur över Sonets studio vid Norrtull.
Peter Yngen hjälpte även Klas Lunding att starta Telegram Records Stockholm efter att han slutat med Stranded Rekords, samt hade ett finger med i spelet när Per Wiren startade Wire Records. Mistlur köptes sedan upp av MNW och blev en etikett.
(Listorna nedan är ej kompletta)

## Diskografi (original, LP-skivor)
- MLR-01 / 1978 / Blue Fire: Blue Fire (LP)
- MLR-02 / 1978 / Bildcirkus: Bildcirkus (LP)
- MLR-03 / 1978 / Psynkopat: Har vi någon stil (LP)
- MLR-04 / 1978 / Trettioåriga Kriget: Hej På Er! (LP)
- MLR-05 / 1978 / Sören Hansen: Ikväll (LP)
- MLR-06 / 1979 / Thomas Almqvist: Nyanser (LP)
- MLR-07 / 1979 / Cantalucha: Sånger till Kuba (LP)
- MLR-08 / 1979 / Mörbyligan: Mörbyligan (LP)
- MLR-09 / 1979 / Trettioåriga Kriget: Mot Alla Odds (LP)
- MLR-10 / 1979 / Ebba Grön: We're only in it for the drugs (LP)
- MLR-11 / 1980 / Lena Ekman: Det beror på ögonen som ser (LP)
- MLR-12 / 1980 / Thomas Almqvist: The Journey (LP)
- MLR-13 / 1980 / Travolta Kids: Travolta Kids (LP)
- MLR-14 / 1980 / Mörbyligan: Järtecken (LP)
- MLR-15 / 1981 / Calcutta Transfer: Inte bara elände (LP)
- MLR-16 / 1981 / Trettioåriga Kriget: Kriget (LP)
- MLR-17 / 1981 / Ebba Grön: Kärlek & Uppror (LP)
- MLR-18 / 1981 / Radio Balkan: Radio Balkan
- MLR-19 / 1981 / Torkel Rasmusson: En Svart Hatt (LP)
- MLR-20 / 1981 / Anders Karlen: Way out
- MLR-21 / 1981 / Diestinct: Se men inte röra (LP)
- MLR-22 / 1982 / Raketerna: Raketerna (LP)
- MLR-23 / 1982 / Calcutta Transfer: Calcutta transfer II
- MLR-24 / 1982 / Ann-Kristin Hedmark: Damernas Dans (LP)
- MLR-25 / 1982 / Ebba Grön: Ebba Grön (LP)
- MLR-26 / 1982 / Dagens Ungdom: Pick-nick på bilparkering
- MLR-27 / 1983 / Stadion: Stadion
- MLR-28 / 1983 / Lolita Pop: Fem Söker En Skatt (LP)
- MLR-29 / 1983 / Diestinct: Frusna Tårar (LP)
- MLR-30 / 1983 / Krokus: Handprints
- MLR-31 / 1983 / Thomas Almqvist: Shen Men (LP)
- MLR-33 / 1983 / Docent Död: Ge Henne Allt (LP)
- MLR-34 / 1983 / Torkel Rasmusson: Dagar, Djur (LP)
- MLR-35 / 1983 / Imperiet: Rasera (LP)
- MLR-36 / 1983 / Iskra: Fantasies
- MLR-37 / 1983 / Brända Barn: Allt står i lågor (LP)
- MLR-38 / 1983 / Lolita Pop: Irrfärder (LP)
- MLR-39 / 1983 / Mr Soul & his Marshmallows LIVE ! The soul sessions (LP)
- MLR-40 / 1984 / Lolita Pop: Lolita Pop (LP)
- MLR-41 / 1984 / Docent Död: Tid Och Lust (LP)
- MLR-42 / 1984 / Mr Soul & his Marshmallows Bland sjörövare.. (LP)
- MLR-43 / 1984 / Ann-Kristin Hedmark: Hedmark & Personal (LP)
- MLR-44 / 1985 / Lolita Pop: Att Ha Fritidsbåt (LP)
- MLR-45 / 1985 / Imperiet: Blå himlen blues (LP)
- MLR-47 / 1985 / First Cab: Little Pieces (LP)
- MLR-48 / 1985 / Richard Lloyd: Field Of Fire (LP)
- MLR-49 / 1985 / Thomas Almqvist: Unknown Tracks (LP)
- MLR-50 / 1985 / Imperiet: 2:a Augusti 1985 (LP)
- MLR-51 / 1986 / Docenterna: Docenterna (LP)
- MLR-52 / 1986 / Bruno K. Öijer & Brynn Settels: Skugga Kommer (LP)
- MLR-53 / 1987 / Nike Gurra: Hula Hula (LP)
- MLR-54 / 1987 / Mats Möller: Kärlekens Språk (LP)
- MLR-55 / 1986 / Imperiet: Synd (LP)
- MLR-56 / 1987 / Lolita Pop: Lolita Pop (LP)
- MLR-57 / 1987 / Di Leva: Vem Ska Jag Tro På? (LP)
- MLR-58 / 1987 / Eric Gadd: Hello! (LP)
- MLR-59 / 1988 / Fläskkvartetten: What's Your Pleasure? (LP)
- MLR-60 / 1988 / Imperiet: Tiggarens tal (LP)
- MLR-61 / 1988 / Imperiet: Imperiet (LP)
- MLR-62 / 1988 / Mercury Motors: This Is (LP)
- MLR-63 / 1988 / Bubbi Morthens: Serbian Flower (LP)
- MLR-64/65 / 1988 / Imperiet: Live/Studio (DLP)
- MLR-66 / 1989 / Lolita Pop: Love Poison (LP)
- MLR-67 / 1989 / Thomas Almqvist: Silent travellers
- MLR-68 / 1989 / Docenterna: Söderns Ros (LP)
- MLR-69 / 1989 / Fire Engines: Fire Engines (LP)
- MLR-70 / 1989 / Thåström: Thåström (LP)
- MLR-71 / 1990 / Fred Asp: Gracefully Chasing The Tail (LP)
- MLR-78 / 1991 / Thåström: Xplodera mig 2000 (LP)
- MLR-80 / 1991 / Athletic Arabs: Shock Resistant (LP)[1]

## Diskografi Singelskivor
- MLR-01s / 1978 / Skabb: 78
- MLR-02s / 1978 / Ebba Grön: Antirock
- MLR-03s / 1978 / Ebba Grön: Pro-Rock
- MLR-04s / 1979 / Trettioåriga Kriget: Rockgift
- MLR-05s / 1979 / Psynkopat: Hitsingel
- MLR-06s / 1979 / Hela Baletten: Idolen
- MLR-07s / 1979 / Mörbyligan: Världen tillhör dom vackra
- MLR-08s / 1979 / Ebba Grön: Total-Pop
- MLR-09s / 1980 / Dagens Ungdom: Ät pop - Spisa
- MLR-10s / 1980 / Travolta Kids: Det känns okej
- MLR-11s / 1980 / Nerv: Jag är en ärlig skit
- MLR-12s / 1980 / Hela Baletten: Bränna järnet
- MLR-13s / 1980 / Bröderna Grymm: On the road again
- MLR-14s / 1980 / Mörbyligan: Den lilla svanslösingen
- MLR-15s / 1980 / Turmans band: Bostadsblues
- MLR-16s / 1980 / Ebba Grön: Staten och kapitalet
- MLR-17s / 1980 / Calcutta Transfer: Mannen
- MLR-18s / 1980 / Raketerna: Raketernas första singel
- MLR-19s / 1980 / Sveriges största singel: Blandade singlar, olika grupper
- MLR-20s / 1981 / Calcutta Transfer: Plus minus noll
- MLR-21s / 1981 / Kriget: Nya moderna tider
- MLR-22s / 1981 / Enola Gay: Storstad
- MLR-23s / 1981 / Rymdimperiet: Vad pojkar vill ha
- MLR-24s / 1982 / Ebba Grön: Scheisse
- MLR-25s / 1982 / Radio Balkan: Ella min vän
- MLR-26s / 1982 / Sveriges största singel 2: Blandade singlar, olika grupper
- MLR-27s / 1982 / Diestinct: Hör du mig
- MLR-28s / 1982 / Brända barn: Män utan fruktan
- MLR-29s / 1982 / Stadion: Kan inte se
- MLR-30s / 1982 / Lolita Pop: Jorduppgång
- MLR-31s / 1982 / Diestinct: Flyktförsök
- MLR-32s / 1982 / Raketerna: Hemligheten
- MLR-33s / 1982 / Docent Död: Magi magi magi
- MLR-34s / 1982 / Sveriges största singel 3: Blandade singlar, olika grupper
- MLR-35s / 1983 / Rymdimperiet: Felrättsnettheltfelrättsnett
- MLR-36s / 1983 / Imperiet: Alltid rött, alltid rätt
- MLR-38s / 1984 / Sveriges största singel 4: Blandade singlar, olika grupper
- MLR-41s / 1984 / The Bunch: Hey Hey, My My

## Diskografi Maxisingel
- MLR-1MP / 1981 / Raketerna: Raketerna